# Allée Pierre-Herbart
L'allée Pierre-Herbart est une allée du 7e arrondissement de Paris.

## Situation et accès
L'allée se situe dans le square Boucicaut dont elle constitue l'allée centrale. L'accès se fait à l'est par la place Le Corbusier, à l'intersection du boulevard Raspail et de la rue de Sèvres et à l'ouest par la rue de Babylone.
L'accès principal est le 1, rue de Babylone.
La voie est desservie par les lignes 10 et 12 à la station Boucicaut.

## Origine du nom

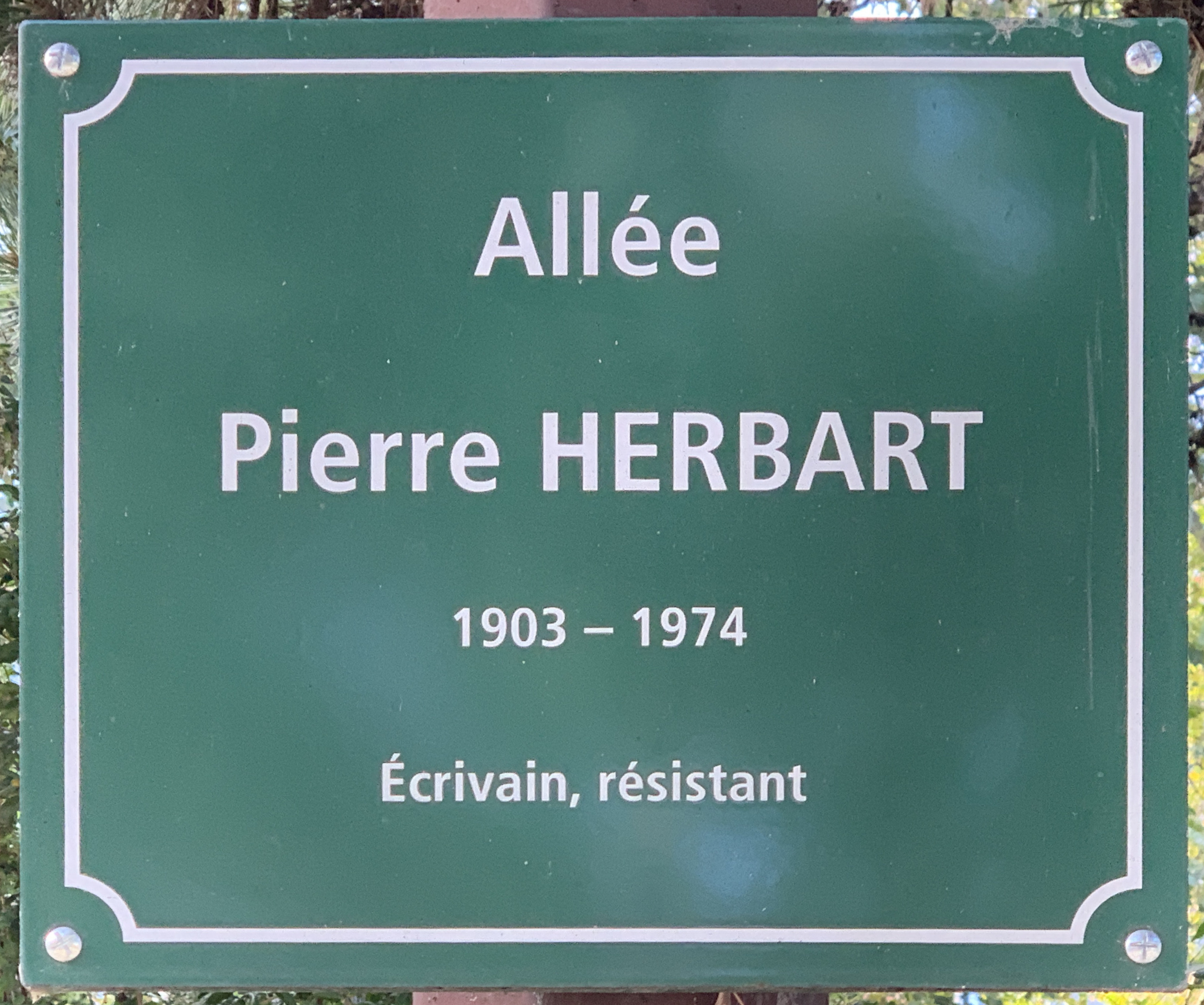
Plaque de l'allée.

Elle tire son nom de l'écrivain, journaliste et résistant de la Seconde Guerre mondiale Pierre Herbart (1903-1974), qui vivait à proximité. Elle est dénommée ainsi par délibération du Conseil de Paris en 2018,.

## Bâtiments remarquables et lieux de mémoire
- Stèle de l'Association pour la mémoire des enfants juifs déportés
- Monument en hommage à Marguerite Boucicaut et à Clara de Hirsch, de Paul Moreau-Vauthier
- Hôtel Lutetia
- Le Bon Marché